# Bobby Dodd Stadium
O Bobby Dodd Stadium é um estádio localizado em Atlanta, Geórgia, Estados Unidos, possui capacidade total para 55.000 pessoas, é a casa do time de futebol americano universitário Georgia Tech Yellow Jackets do Instituto de Tecnologia da Geórgia. O estádio foi inaugurado em 1913, o nome é em homenagem ao ex-técnico Bobby Dodd, o estádio recebeu jogos do time de futebol da MLS Atlanta United FC em 2017.